# Стрибки у воду на Чемпіонаті світу з водних видів спорту 2025
Шаблон:Чемпіонат світу з водних видів спорту 2025
Змагання зі стрибків у воду на Чемпіонаті світу з водних видів спорту 2025 тривали з 26 липня до 3 серпня 2025 року.

## Результати

### Чоловіки
| Дисципліна                   | Золото                              | Золото | Срібло                                                        | Срібло | Бронза                                        | Бронза |
| ---------------------------- | ----------------------------------- | ------ | ------------------------------------------------------------- | ------ | --------------------------------------------- | ------ |
| Трамплін, 1 метр             | Чжен Цзююань · Китай                | 443.70 | Осмар Ольвера · Мексика                                       | 429.60 | Ян Сію · Китай                                | 405.50 |
| Трамплін, 3 метри            | Осмар Ольвера · Мексика             | 529.55 | Цао Юань · Китай                                              | 522.70 | Ван Цзунюань · Китай                          | 515.55 |
| Вишка, 10 метрів             | Кессієл Руссо · Австралія           | 534.89 | Олексій Середа · Україна                                      | 515.20 | Рандал Вільярс · Мексика                      | 511.95 |
| Синхронний трамплін, 3 метри | Китай · Ван Цзунюань · Чжен Цзююань | 467.31 | Мексика · Хуан Селая · Осмар Ольвера                          | 449.28 | Велика Британія · Ентоні Гардінґ · Джек Лафер | 405.33 |
| Синхронна вишка, 10 метрів   | Китай · Чень Жілонг · Чжу Цзифень   | 429.63 | Допущені нейтральні атлети · Микита Шлейхер · Руслан Терновой | 428.70 | США · Джошуа Хедберг · Карсон Тайлер          | 410.70 |

### Жінки
| Дисципліна                   | Золото                           | Золото | Срібло                                             | Срібло | Бронза                                    | Бронза |
| ---------------------------- | -------------------------------- | ------ | -------------------------------------------------- | ------ | ----------------------------------------- | ------ |
| Трамплін, 1 метр             | Меддісон Кіні · Австралія        | 308.00 | Лі Яцзє · Китай                                    | 290.25 | К'яра Пеллакані · Італія                  | 270.80 |
| Трамплін, 3 метри            | Чень Ївень · Китай               | 389.70 | Чень Джіа · Китай                                  | 356.40 | К'яра Пеллакані · Італія                  | 323.20 |
| Вишка, 10 метрів             | Чень Юйсі · Китай                | 430.50 | Полін Пфайф · Німеччина                            | 367.10 | Сіє Пейлінь · Китай                       | 358.20 |
| Синхронний трамплін, 3 метри | Китай · Чень Джіа · Чень Ївень   | 325.20 | Велика Британія · Ясмін Гарпер · Скарлет Мев Янсен | 298.35 | Мексика · Ліа Куева · Міа Куева           | 294.36 |
| Синхронна вишка, 10 метрів   | Китай · Чень Юйсі · Жань Мінджіе | 349.26 | Мексика · Габріела Агундес · Алехандра Естудільйо  | 304.80 | Північна Корея · Джо Джін Мі · Кім Мі Хва | 293.34 |

### Змішані
| Дисципліна                 | Золото                                                  | Золото | Срібло                                                                         | Срібло | Бронза                                                          | Бронза |
| -------------------------- | ------------------------------------------------------- | ------ | ------------------------------------------------------------------------------ | ------ | --------------------------------------------------------------- | ------ |
| Трамплін, 3 метри          | Італія · Маттео Санторо · К'яра Пеллакані               | 287.49 | Австралія · Кессієл Руссо · Меддісон Кіні                                      | 300.93 | Китай · Чень Жілонь · Лі Яцзє                                   | 285.03 |
| Синхронна вишка, 10 метрів | Китай · Жу Йонсінь · Сіє Пейлінь                        | 323.04 | Північна Корея · Чо Ві Хйон · Джо Джі Мі                                       | 322.98 | Допущені нейтральні атлети · Олександр Бондар · Анна Конанихіна | 311.88 |
| Команда                    | Китай · Чень Жілонг · Чень Ївень · Цао Юань · Чень Юйсі | 466.25 | Мексика · Осмар Ольвера · Рандал Вільярс · Алехандра Естудільйо · Жіанія Парра | 426.30 | Японія · Рео Нісіда · Сьо Сакаї · Рін Кането · Саяка Мікамі     | 409.65 |